# Hermann Weißenborn (Musikpädagoge)
Hermann Weißenborn (* 10. September 1876 in Berlin; † 20. November 1959 ebenda) war ein deutscher Bariton und Gesangspädagoge.

## Leben
Weißenborns Vater war der Musiker Oskar Weißenborn, sein Onkel der Komponist und Hochschullehrer Albert Thierfelder.
Nach Besuch des Gymnasiums und eines Lehrerseminars wurde er durch seinen Vater in Klavier und Musiktheorie, durch Friedrich E. Koch in Komposition und in Gesang durch Adolf Schulze, Dominik Heinrich und Raimund von Zur Mühlen ausgebildet.
Er begann um 1903 eine Karriere als Konzert- und Oratoriensänger und unternahm zahlreiche Konzertreisen.
Weißenborn wandte sich frühzeitig der Musikpädagogik zu und wurde einer der gefragtesten Gesangslehrer seiner Generation in Deutschland.
Seit 1919 lehrte er an der Berliner Hochschule für Musik. 1922 wurde er zum Professor ernannt und Leiter der Gesangsabteilung dieser Hochschule, eine Position, die bereits sein Lehrer A. Schulze innehatte.
Von seinen zahlreichen Schülern seien hier Joseph Schmidt, Dietrich Fischer-Dieskau, Elisabeth Höngen, Marga Höffgen, Edda Moser, Hildegard Rütgers, Otto von Rohr und Petre Munteanu angeführt.
Weißenborn war mit der Konzertsängerin Irmgard Kunow verheiratet, das Paar hatte 2 Kinder.
1928/29 wirkte er – neben fünf anderen Hochschuldozenten – an frühen Tonfilmaufnahmen mit, die eine typische Unterrichtssituation zeigen und für das medienpädagogische Archiv der Hochschule gedacht waren. Produzent war die TOBIS. Weißenborns Thema war Stimm- und Tonbildung.

## Würdigung
„Einer seiner ersten Lehrer an der Berliner Musikhochschule war Hermann Weißenborn. Bis zu seinem Tod im Jahr 1956 [!] ist Fischer-Dieskau immer wieder zu ihm gegangen, wenn möglich zwei- bis dreimal die Woche, um seine Stimme kontrollieren zu lassen. Bis heute bewahrt der Sänger diesem Lehrer dankbare Zuneigung und Verehrung. ... Obgleich der erste Unterricht bei ihm nur wenige Monate dauerte, weil Fischer-Dieskau Soldat werden mußte, hat Weißenborn in dieser kurzen Zeit den Grund für Fischer-Dieskaus spätere Meisterschaft gelegt und ihm die Einstellung zu seiner Kunst vermittelt. Der Sänger lernte vor allem Atem-Technik (nach der Garcia-Methode) und Lautbildung bei ihm, und daß jede Art von Musik ihre eigene Interpretation braucht. Der unscheinbare, schmächtige Mann bestand darauf, daß Perfektion das oberste Ziel für einen Sänger sein müsse, daß dieses Ziel nur durch ständiges konsequentes Üben erreicht und daß das einmal Erreichte nur durch unentwegtes Bemühen zum innersten Besitz werden könne. Und doch war er sich darüber im klaren, daß man einem Schüler nur in den Sattel helfen kann, reiten muß er dann allein.“